# جولیانو تاویانی
جولیانو تاویانی (ایتالیایی: Giuliano Taviani؛ زادهٔ ۱۹۶۹ میلادی) یک آهنگساز اهل ایتالیا است.
او فرزند ویتوریو تاویانی است. پس از ساخت چند قطعه موسیقی متن فرعی، او در سال ۱۹۹۹ با فیلم تا فردا ساخته جانی زاناسی، فعالیت خود را به‌عنوان آهنگساز فیلم آغاز کرد. او که مدت‌ها با فرانچسکو مونتسی همکاری داشت، در سال ۲۰۱۵ برای فیلمارواح سیاه اثر فرانچسکو مونتسی، برنده دو جایزه دیوید دی دوناتلو برای بهترین موسیقی متن و بهترین ترانه شد.
از فیلم‌ها یا مجموعه‌های تلویزیونی که وی در آن‌ها نقش داشته‌است، می‌توان به مزرعه چکاوک‌ها، سزار باید بمیرد، پاینده‌باد ایتالیا، طعم تو، ارواح سیاه و بوکاچوی شگفت‌انگیز اشاره نمود.